# Герб Сколе
Герб Ско́ле — офіційний символ міста затверджений 12 квітня 1994 року сесією Сколівської міської ради.
Автори — Андрій Гречило, Іван Сварник і Іван Турецький.

## Опис

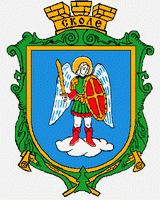
Інший варіант промальовки герба

На іспанському геральдичному щиті у синьому полі Архангел Михаїл у золотому обладунку та червоній сорочці зі срібним мечем та золотим щитом із червоним хрестом; крила срібні, німб — золотий. Архангел стоїть на срібній хмарі.
Щит обрамований декоративним картушем і увінчаний срібною міською короною з трьома бланками.

## Зміст
Герб опрацьовано на основі міської печатки 17 століття.